# Microbiote de l'organisme humain

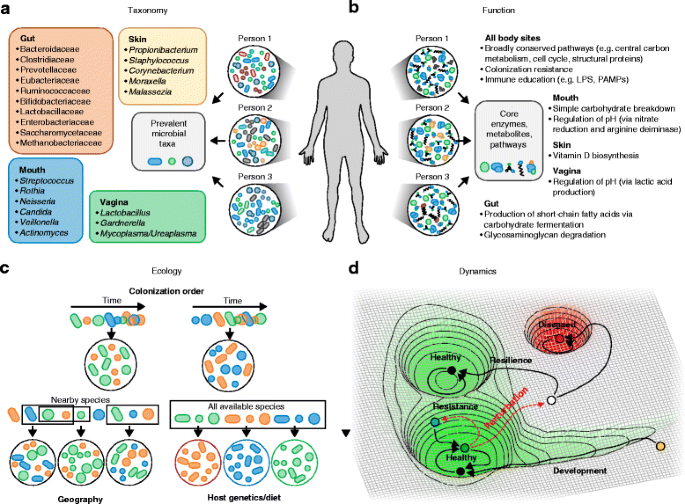
Diversité taxonomique et fonctionnelle du microbiote humain (a et b). Écologie et dynamique microbienne caractérisant ce microbiote (c et d).

Le microbiote de l'organisme humain, anciennement dénommé flore microbienne de l'organisme humain, est l'ensemble des bactéries, microchampignons et autres micro-organismes que le corps humain contient en grand nombre. Le plus étudié des microbiotes humains est le microbiote intestinal. Le microbiote intestinal est extrêmement divers (biodiversité taxonomique, génétique et fonctionnelle). Il varie selon les individus et fluctue dans le temps, surtout dans les mois qui suivent la naissance et en période de maladie.
La plupart des organismes du microbiote sont naturellement présents sur la peau ou dans le tube digestif où ils effectuent des tâches utiles, voire essentielles à la survie de l'individu hôte. Dans des circonstances normales, ils ne provoquent pas de maladies (ils sont également désignées sous le nom de « flore normale »). Ils forment une « communauté écologique complexe » qui « influe sur la physiologie normale et la susceptibilité à la maladie, à travers une activité métabolique collective et ses interactions avec l'hôte ». Cette communauté est parfois considérée comme une communauté symbiote.
Le plus connu des organismes du microbiote est la bactérie Escherichia coli, qui vit dans le côlon.
Si le système immunitaire est affaibli, la plupart de ces bactéries de la flore normale agissent en tant que pathogènes opportunistes.

## Diversité
Le microbiote humain est très varié. Au sein d'une même population, chaque individu porte un microbiote différent (composition différente et proportion différente par exemple de Bacteroidetes, Fusobacteria ou Firmicutes et certaines familles, notamment de Ruminococcaceae et  Lachnospiraceae sont particulièrement riches en phylotypes). Enfin, pour chaque grande région du monde, les micro-organismes diffèrent aussi.

## Évolution au cours de la vie
Le microbiote de chacun évolue beaucoup entre la naissance (microbiote placentaire) et la fin de l'adolescence pour se stabiliser à l'âge adulte.

## Présentation générale
On estime qu'il y a entre 15 et 30 000 espèces de bactéries différentes vivant dans le corps humain, ce nombre augmentant régulièrement avec le progrès des recherches et restant encore débattu. Il contient aussi en moindre quantité des archées, qui auraient en particulier un rôle important dans le développement de l'athérosclérose, par la régulation de l'oxyde de triméthylamine.
Bien que la flore normale se situe sur toutes les surfaces exposées à l'environnement (peau, yeux, nez, intestin grêle et côlon), la grande majorité des bactéries se situent principalement dans le gros intestin. Dans un article paru dans l'American Journal of Clinical Nutrition en 1972, le nombre de cellules microbiennes (en moyenne dix fois plus petites que les cellules humaines) était estimé à 10 fois le nombre de cellules humaines, soit cent mille milliards de micro-organismes (1014). Ces chiffres ont longtemps prévalu dans la communauté scientifique. En tenant compte d'un vaste corpus de données expérimentales récentes, des chercheurs israéliens estiment que le nombre total de bactéries hébergées par un « homme de référence » (un être humain âgé de 20 à 30 ans, pesant 70 kg et mesurant 1,70 m) est de 3,9.1013, avec une marge d’erreur de 25 %, soit environ 1 bactérie pour 1 cellule du corps.
Beaucoup de bactéries du système digestif (faisant partie du microbiote intestinal) sont capables de décomposer les hydrates de carbone (sucres) que l'être humain ne pourrait pas digérer autrement. La plupart de ces bactéries commensales sont anaérobies c'est-à-dire qu'elles peuvent survivre dans un environnement dépourvu d'oxygène.
Escherichia coli est une bactérie qui vit dans le côlon. C'est un organisme modèle très étudié et probablement la plus connue des bactéries. Certaines souches mutantes de cette bactérie de la flore intestinale causent des maladies, comme la souche E. coli O157:H7.
Certaines bactéries comme les Actinomyces viscosus et A. naeslundi, vivent dans la bouche où elles forment sur les dents un biofilm qui produit la plaque dentaire. Si cette plaque n'est pas nettoyée par un brossage régulier, elle se durcit pour former du tartre qui peut faciliter la carie. On cherche à mieux connaitre le microbiote buccal pour notamment faciliter les installations de prothèses dentaires ancrées dans l'os de la mâchoire. Des problèmes articulaires ou osseux ont déjà été associés à un déséquilibre ou une modification du microbiote buccal.
La microflore vaginale ou « microbiote vaginal » est normalement très stable, essentiellement composée de 4 genres de bactéries de types lactobacilles. La perturbation de la flore vaginale peut cependant conduire à la vaginose bactérienne ou dû à un champignon et à de nombreux états pathologiques.

## Microbiote et santé
La plupart des microbes intestinaux sont soit inoffensifs, soit bénéfiques pour l'hôte.
Le microbiote intestinal protège contre entéropathogènes, notamment par la production d'acétate dans l'intestin, extrait des nutriments et de l'énergie à partir du bol alimentaire,, et contribue au bon fonctionnement de la fonction immunitaire,. Il comprend outre les bactéries, des archées, des champignons, des protozoaires et des virus, le rôle de ces derniers n'est pas encore élucidé.
Les bactéries sont essentielles pour le maintien de la santé humaine, mais quelques-unes, ou d'autres dans certaines circonstances (ex : déficit immunitaire) constituent également une menace significative à la santé en causant des maladies ou semblent impliquées dans des problèmes tels que l'obésité,.
Un grand nombre de bactéries vivent sur la peau et dans le tube digestif et la sphère ORL. Sur la peau, la croissance de certaines d'entre elles peut être augmentée par la chaleur et la sueur. Avec des champignons, elles sont en partie responsables des odeurs corporelles (transpiration, odeur de la peau, des cheveux, de l'haleine, etc.) et certaines jouent un rôle dans l'acné (Propionibacterium acnes).
Il y a plus de 500 espèces bactériennes actuelles dans l'intestin humain et leurs rôles sont généralement salutaires : Elles synthétisent des vitamines telles que l'acide folique la vitamine K et la biotine ainsi que des glucides. Les autres bactéries bénéfiques de la flore normale comprennent les bactéries du groupe des lactobacilles qui convertissent les protéines du lait en acide lactique dans les intestins. La présence de telles colonies bactériennes empêche également la croissance des bactéries potentiellement pathogènes (quelques bactéries réputées bénéfiques sont d'ailleurs vendues en tant que suppléments diététiques probiotiques). Toutes produisent des antigènes.
Chez l'enfant précocement exposé à ces antigènes, une plus grande diversité de microbes intestinaux diminue les risques futurs d'allergie et d’eczéma, (cela vaut aussi pour certaines maladies auto-immunes et d'autres perturbations de l'immunité telle que le diabète de type 1 par exemple), ce qui expliquerait l'augmentation des allergies dans les pays riches où les enfants vivent dans des environnements plus aseptisés qu'ailleurs, tout en étant exposés à un grand nombre de produits chimiques d'origine anthropiques. Le système immunitaire intestinal du jeune enfant bénéficie de contacts répétés avec une plus grande diversité d'antigènes bactériens. Certaines bactéries pourraient jouer un rôle plus important (Bacteroidetes et Proteobacteria selon une étude récente) ou encore Bifidobacteria et les Clostridia selon des travaux plus anciens.

## Bactéries pathogènes
Bien que la grande majorité de bactéries soient inoffensives ou bénéfiques, quelques bactéries pathogènes causent des maladies infectieuses. La maladie bactérienne la plus commune est la tuberculose, provoquée par la bactérie Mycobacterium tuberculosis, qui tue environ deux millions de personnes par année, la plupart du temps dans l'Afrique subsaharienne. Les bactéries pathogènes contribuent à d'autres maladies globalement importantes, telles que la pneumonie, provoquée par des bactéries telles que le streptocoque et les pseudomonas, et les maladies portées par les aliments qui peuvent être provoquées par des bactéries telles que le Shigella, la campylobactérie et les salmonelles. Les bactéries pathogènes causent également des infections telles que le tétanos, la fièvre typhoïde, la diphtérie, la syphilis et la lèpre.
Chaque espèce de pathogène a un éventail caractéristique d'interactions avec ses hôtes humains. De tels organismes, tels que le staphylocoque ou le streptocoque, peuvent causer des infections de peau, la pneumonie, la méningite et même la fatale sespsis, une réponse inflammatoire systémique produisant un choc, une vasodilatation massive et la mort. Pourtant ces organismes sont également une partie de la flore humaine normale et existent habituellement sur la peau ou dans le nez sans causer aucune pathologie.
D'autres organismes causent invariablement la maladie chez l'homme, tels que la rickettsia, qui sont des parasites obligatoires intracellulaires capables de se développer et de se reproduire seulement dans les cellules d'autres organismes. Une espèce de la rickettsie cause le typhus, alors qu'une autre est responsable de la Rocky Mountain spotted fever. Le Chlamydia, un autre phylum de parasites obligatoires intracellulaires, contient les espèces qui peuvent causer la pneumonie, ou une infection de l'appareil urinaire et peut être impliqué dans la maladie cardiaque coronaire. En conclusion, quelques espèces, telles que Pseudomonas aeruginosa, cenocepacia de Burkholderia, et avium de mycobactérie, sont des microbes pathogènes opportunistes et causent la maladie principalement dans les personnes souffrant de l'immunosuppression ou de la mucoviscidose.